# GRXCR1
GRXCR1‏ (Glutaredoxin and cysteine rich domain containing 1) هوَ بروتين يُشَفر بواسطة جين GRXCR1 في الإنسان.<ref name="entrez">